# 대금취
대금취(大金就, 1213년~1274년)는, 고려-몽골 전쟁에 참전했던 고려의 장군이다. 
한국의 영순 태씨는 대금취를 자신들의 사실상의 시조로 받들었다. 《영순태씨족보》에는 다른 이름을 금룡(金龍)이라고도 하였다고 전하고 있다.

## 개요
그의 가계는 대중상의 후손으로 가계는 다소 불확실하다. 《영순태씨족보》 '발해왕세계보'에는 태금취(대금취)의 계보에 대해 대인선(大諲譔) - 대광현(大光顯) - 대도수(大道秀) - 대인정 - 대금취로 이어지는 일원적인 세계를 정리하였고 조선의 실학자 류득공(柳得恭)이 《발해고》(渤海考)를 저술하면서는 《영순태씨족보》를 따라 대도수를 대광현의 아들로, 대금취를 대도수의 후손으로 정리하였다. 한편 《협계태씨족보》 '열조계통도'에는 대금취가 대집성과 동일한 항렬로 나타나는 병마원수(兵馬元帥) 영천군(永川君) 대웅성(大雄成)의 아들로 전하고 있다.
발해의 국성(國姓)이었던 대씨(大氏)의 후손으로 고종(高宗) 40년(1253년) 교위(校尉)로써 우봉별초(牛峯別抄) 30여 명(《영순태씨보》에는 1천여 명)을 이끌고 몽골군과 금교역(金郊驛)와 흥의역(興義驛) 사이에서 전투를 치렀고, 몽골군 여러 명을 죽이고 말, 활, 화살, 털가죽옷 등을 노획하는 공을 세웠다.
고종 46년(1259년)에도 몽골군이 개경에 쳐들어와 옛 대궐의 강안전(康安殿)을 약탈하고 강안전을 지키던 군사를 잡아가자, 별장(別將)으로써 수비를 맡고 있다가 몽골군을 추격하여 포로를 탈환하여 돌아왔다.  이후의 행적에 대해서는 전해지지 않는다.
《영순태씨족보》는 이 군공으로 대금취가 대장군(大將軍)이 되었고 영순군(永順君)으로 봉해졌다고 전하고 있다(후술).

## 대금취와 영순현
영순 태씨는 고려 시대 경상도(慶尙道) 상주목(尙州牧) 관할이었던 영순현(永順縣, 경상북도 문경시 영순면)을 본관으로 하는 성씨로, 《영순태씨족보》는  원래 상주 북면(北面)의 임하촌(林下村)이라는 작은 마을이었는데 태금취가 이곳 출신이고, 전공을 세워 대장군(大將軍) 자리에 오르며 영순군(永順君)에 봉해지면서 그의 고향인 임하촌 역시 영순현으로 격상되었다는 전승을 전하고 있다. 
실제 《고려사》 권제57 지11 지리2 상주목 영순현조에는 상주목 북면의 임하촌 사람으로 '태씨 성을 가진 사람'(姓太者)이 적을 잡은 공로가 있어 영순현으로 승격시켰다고 기재되어 있고, 《세종실록》(世宗實錄) 지리지나 《신증동국여지승람》(新增東國輿地勝覽), 《대동운부군옥》(大東韻府群玉)도 이와 같은 전승을 전하고 있다. 《세종실록》 지리지에는 영순현의 속성(續姓)으로 태씨가 기록되어 있는데, 박은경은 고려 시대 임하촌이 영순현으로 승격되면서 태씨가 속성이 되었다고 보았다.
《고려사》 지리지나 《세종실록》 지리지에는 모두 '태씨 성을 가진 사람'이라고만 언급하고 대금취의 이름을 명기하지는 않았다. 일본의 기타무라 히데토(北村秀人)나 한국의 박홍갑은 대금취가 영순군에 봉해진 인물인지, 《고려사》 고종세가의 대금취와 지리지의 태씨 성 가진 사람이 동일인물인지 확증할 만한 증거가 없음을 들어 《영순태씨족보》의 관련 기록을 부정하기도 한다.

## 후손
《영순태씨족보》에는 태금취 이후 효미(孝美, 2세) - 광보(光甫, 3세) - 자기(自奇, 4세) - 윤취(允就, 5세)로 이어지는 계보가 기록되어 있다.
대금취의 고손 태자기는 충렬왕조에 급제하여 충혜-충목조에 집현전대제학을 역임하고 정랑 박인수(朴仁守)의 딸과 혼인하여 태윤취(1313~1376)라는 아들을 두었으며, 태윤취는 공민왕대 문과에 급제하여 중현대부 전객령을 역임하고 연안 이씨 집안의 강원도관찰사 이귀인(李貴仁)의 딸과 혼인하여 문우, 문영(文瑩), 문선(文璿), 문기(文璣) 네 아들과 딸 하나를 두었다. 이 가운데 차남 태문영(1333~1388)은 보문각직제학을 역임하고 강릉 유씨 집안의 상서복야 유승비(劉承備)의 딸과 혼인하였고, 태윤취의 1녀는 영주판관 황중용(黃仲龍)과 혼인하였다.
태윤취의 장남 태문우의 아들 용부(用富)나 차남 태문영의 아들 영길(永吉, 1356~1416)은 모두 상주 주씨 집안의 정랑(正郞) 주원계(周元桂)의 딸과 혼인하였는데, 태영길의 고손이 태두남(太斗南)으로 1513년  문과에 급제하고 진원현감을 역임하였으며 예천읍 우계리 우리촌(愚里村)에 들어와 정착하여 입향조가 되었다. 박순우는 영순현과 지역적으로 가까운 상주 주씨 집안과의 겹사돈 관계를 두고 영순 태씨 집안이 경상도 지역에서 하나의 위상을 구축했을 가능성도 감지되며, 영순 태씨가 이미 《영순태씨족보》 편찬 단계 이전에 지역의 '향리'가 된 것으로 표현된 것도 그를 뒷받침한다고 해석하였다.

### 설명
1. ↑  김기덕은 고려의 봉군제가 충렬왕 24년(1298년) 정월에 충선왕이 즉위하면서 기존의 봉작제를 개변하면서 시행되었다는 점을 들어 대금취의 영순군 봉군 기록을 그대로 인정하기 어려운 점이 있다고 지적하였는데(김기덕(1999) 《고려시대 봉작제 연구》청년사, 141~145쪽 참조), 박순우는 고려의 편전이자 국왕의 권위를 상징하는 장소였던 강안전을 수비하는 자들을 잡아간 몽골군을 격퇴한 만큼 이후 어느 시점에서인가 '대장군'으로 승진하면서 '봉작'을 받았을 수 있고, 이후 후손들이 변화된 제도에 맞춰 '봉군'으로 기록했을 가능성이 있다고 지적하였다(박순우(2022) 《10~14세기 발해인 연구》한국학중앙연구원 한국학대학원 박사학위논문, 297쪽)

## 참고 자료
- 《고려사》
- 《세종실록지리지》
- 《신증동국여지승람》
- 《영순태씨족보》
- 김기덕(1999) 《고려시대 봉작제 연구》 청년사
- 박순우(2022) 《10~14세기 발해인 연구》한국학중앙연구원 한국학대학원 박사학위논문
- 박은경(1996) 《고려시대향촌사회사연구》 일조각
- 박홍갑(2007) '발해 유민 大氏의 한반도 정착 과정-영순현과 영순태씨를 중심으로-' 《동북아역사논총》16
- 北村秀人(1985) 〈高麗時代の渤海系民大氏について〉(《三上次男博士喜壽記念論文集(歴史篇)》, 平凡社